# Трииодид таллия
Трииодид таллия — бинарное неорганическое соединение, соль металла таллия и иодистоводородной кислоты с формулой TlI3, чёрно-коричневые кристаллы, трудно растворимые в воде, растворимые в спирте и эфире.

## Получение
- Реакция иода со спиртовым раствором иодида таллия(I):

{\displaystyle {\mathsf {TlI+I_{2}\ {\xrightarrow {}}\ TlI_{3}}}}
- Обменной реакцией в водном растворе:

{\displaystyle {\mathsf {Tl_{2}(SO_{4})_{3}+6KI\ {\xrightarrow {}}\ 2TlI_{3}\downarrow +3K_{2}SO_{4}}}}

## Физические свойства
Трииодид таллия образует чёрно-коричневые кристаллы
ромбической сингонии,
пространственная группа P nma,
параметры ячейки a = 1,0599 нм, b = 0,6419 нм, c = 0,9436 нм, Z = 4
.
Трудно растворимые в воде, растворимые в спирте и эфире.

## Химические свойства
- Между иодидом таллия(III) и полииодидом таллия(I) существует равновесие:

{\displaystyle {\mathsf {TlI_{3}\ \rightleftarrows \ TlI\cdot I_{2}}}}
- С иодидами щелочных металлов образует тетраиодидоталлаты:

{\displaystyle {\mathsf {TlI_{3}+KI\ {\xrightarrow {}}\ K[TlI_{4}]}}}